# Протасович, Ян
Ян-Бенедикт Протасович (пол. Jan Protasowicz, бел. Ян-Бенедыкт Пратасовіч; род. во второй половине XVI века, Могильное — ум. после 1608 года) — поэт и переводчик Великого Княжество Литовского, яркий представитель эвристической поэзии.

## Биография
Родился в семье Бенедикта Васильевича Протасовича и Марины из Палубинских, сестры новогрудского каштеляна Александра Полубинского. Отец поэта, по переписи 1567 года, выставлял в войско 9 всадников и 7 пеших жолнёров, определённое время занимал посты войского гродненского и ключника троцкого, своим детям — Яну и Мацею — оставил в наследство поместье Могильно под Горынью. Отец поэта были православными, сам Ян, скорее всего, перешёл после 1596 года либо в униатство либо сразу в католичество.
Наиболее вероятно, что Протасович получил образование в каком-либо западноевропейском университете благодаря поддержке богатых меценатов. Дружил с подскарбием Ф. И. Скуминым-Тышкевичем и с известным виленским типографом Яном Карцаном.
Некоторые исследователи считают, что Я. Протасович в 1570—1580 года исполнял обязанности виленского гродского судьи, но скорее всего эту должность занимал дядя поэта, также Ян Протасович.
Женился на дочери брестского каштеляна Григория Войны, породнившись таким образом с известным в княжестве магнатским родом.

## Творчество
Ян Протасович был одним из самых плодовитых поэтов Великого княжества Литовского эпохи Ренессанса. Писал на польским языке. В виленской типографии Я. Карцана вышли такие поэтические книги Протасовича, как «Паранимфус» (1595), «Эпицедиум» (1597), «Портрет старого человека» (1597), «Образец честной белоголовой» (1597), «Жертвователь» (1597), «Inventores rerum…» (1608).
Протасович был представителем младшего поколения поэтов в многоязычной поэзии Большого Княжество Литовского второй половины XVI века Его творчество ярко свидетельствует об изменениях, произошедших в жанровой системе и тематике поэзии княжества: на первый план выходят семейно-ритуальные и морально-дидактичные виды поэзии, что иллюстрировало парадигму настроений шляхетского общества Речи Посполитой после окончания Ливонской войны.
Содержал в произведениях стихотворные обращения. Тексту его «Ялмужника» предшествует стихотворение с названием: «Обращение к Читателю», где автор кратко излагает содержание произведения, раскрывая символическую суть «ялмужны» (милости). По его мнению, тот, кто подаёт милостыню, сам пользуется её плодами, так как «ялмужна» очищает душу человека от грехов, избавляет её от загробных страданий. Заботящийся о попрошайках и нищих людях находит путь к Богу, в его сердце рождается добро и большая любовь, во всех земных делах на помощь ему приходят Божьи слуги — небесные ангелы. Для художественного метода Я. Протасовича характерно стремление раскрывать в стихотворным посвящении смысл всего произведения. С этой целью он использует разные приёмы. Один из них — самохарактеристика героя. Так построено произведение «Паранімфус», где в посвящении герой сообщает о свои обязанности шафера, которые он должен был исполнять во время свадьбы. Многие произведении Протасовича посвящены конкретным историческими лицам, о чём и сообщается в стихотворных предисловиях . Так, в стихотворении, который предшествует произведению «Кантерфет», говорится, что оно написано в честь князя Александра Полубенского. Адресуя произведения знатным людям, поэт рассчитывал на их великодушие и щедрость.